# 메타주

메타 주

메타주(스페인어: Departamento del Meta)는 콜롬비아 중부에 위치한 주로 주도는 비야비센시오이며 면적은 85,635km2, 인구는 924,843명(2013년 기준), 인구 밀도는 11명/km2이다. 1960년 7월 1일에 신설되었으며 4개 현과 29개 지방 자치체를 관할한다. 북쪽으로는 쿤디나마르카 주와 카사나레 주, 동쪽으로는 비차다 주, 남쪽으로는 카케타 주와 과비아레 주, 서쪽으로는 우일라 주와 접한다.

주기
주 문장